# Sphaeriodiscus
Genre
Sphaeriodiscus est un genre d'étoiles de mer qui appartient à la famille des Goniasteridae.

## Liste d'espèces
Selon World Register of Marine Species (18 septembre 2019) :
- Sphaeriodiscus ammophilus (Fisher, 1906) -- Hawaii
- Sphaeriodiscus biomaglo Mah, 2018 -- Canal du Mozambique
- Sphaeriodiscus bourgeti (Perrier, 1885) -- Afrique de l'ouest
- Sphaeriodiscus ganae Mah, 2018 -- Océan Indien occidental
- Sphaeriodiscus inaequalis (Gray, 1847)
- Sphaeriodiscus irritatus H.E.S. Clark in H.E.S Clark & D.G. McKnight, 2001 -- Nouvelle-Zélande
- Sphaeriodiscus maui McKnight, 1973 -- Nouvelle-Zélande
- Sphaeriodiscus mirabilis A.M. Clark, 1976 -- Océan Indien austral
- Sphaeriodiscus scotocryptus Fisher, 1913 -- Philippines

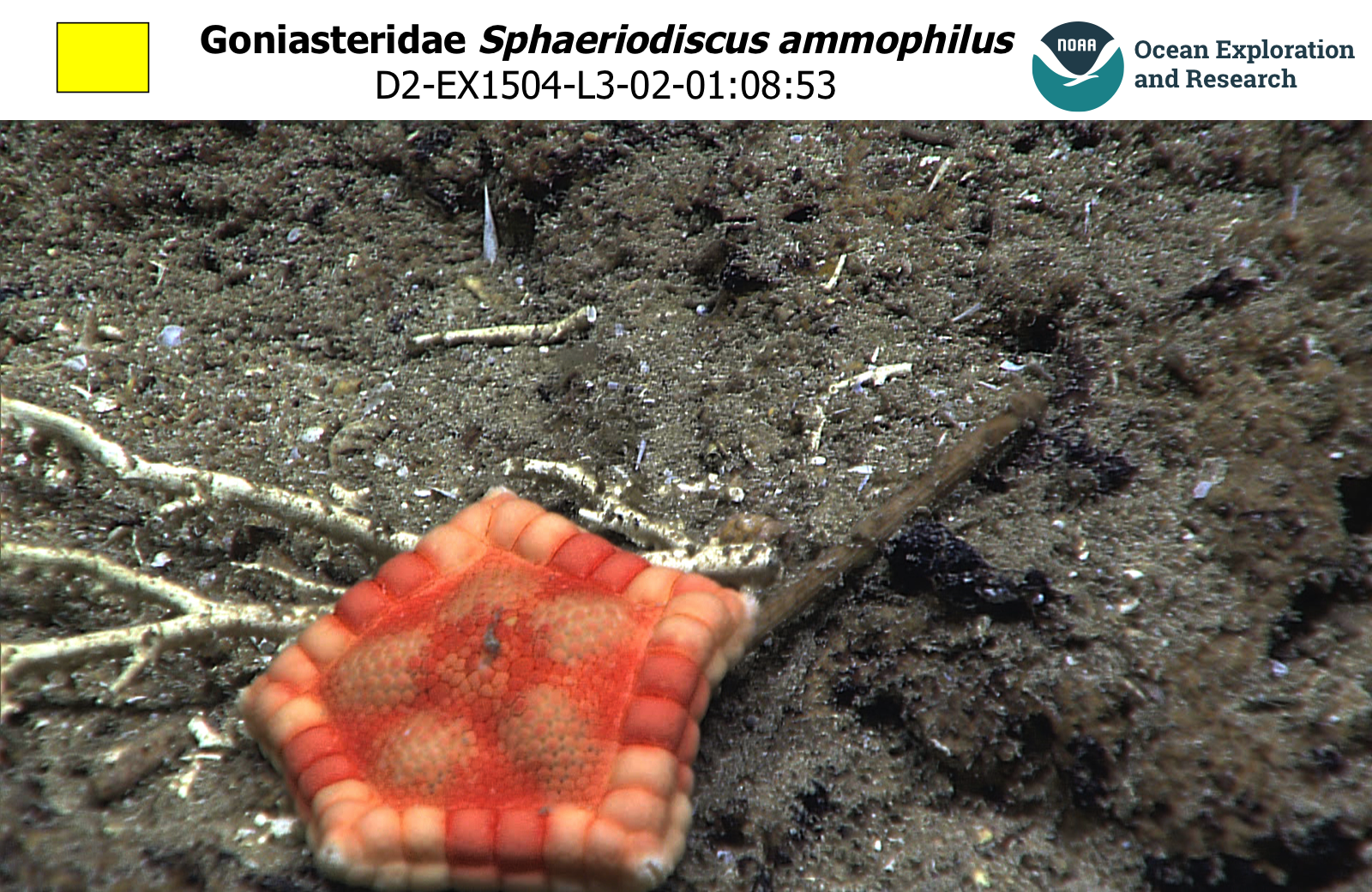
Sphaeriodiscus ammophilus
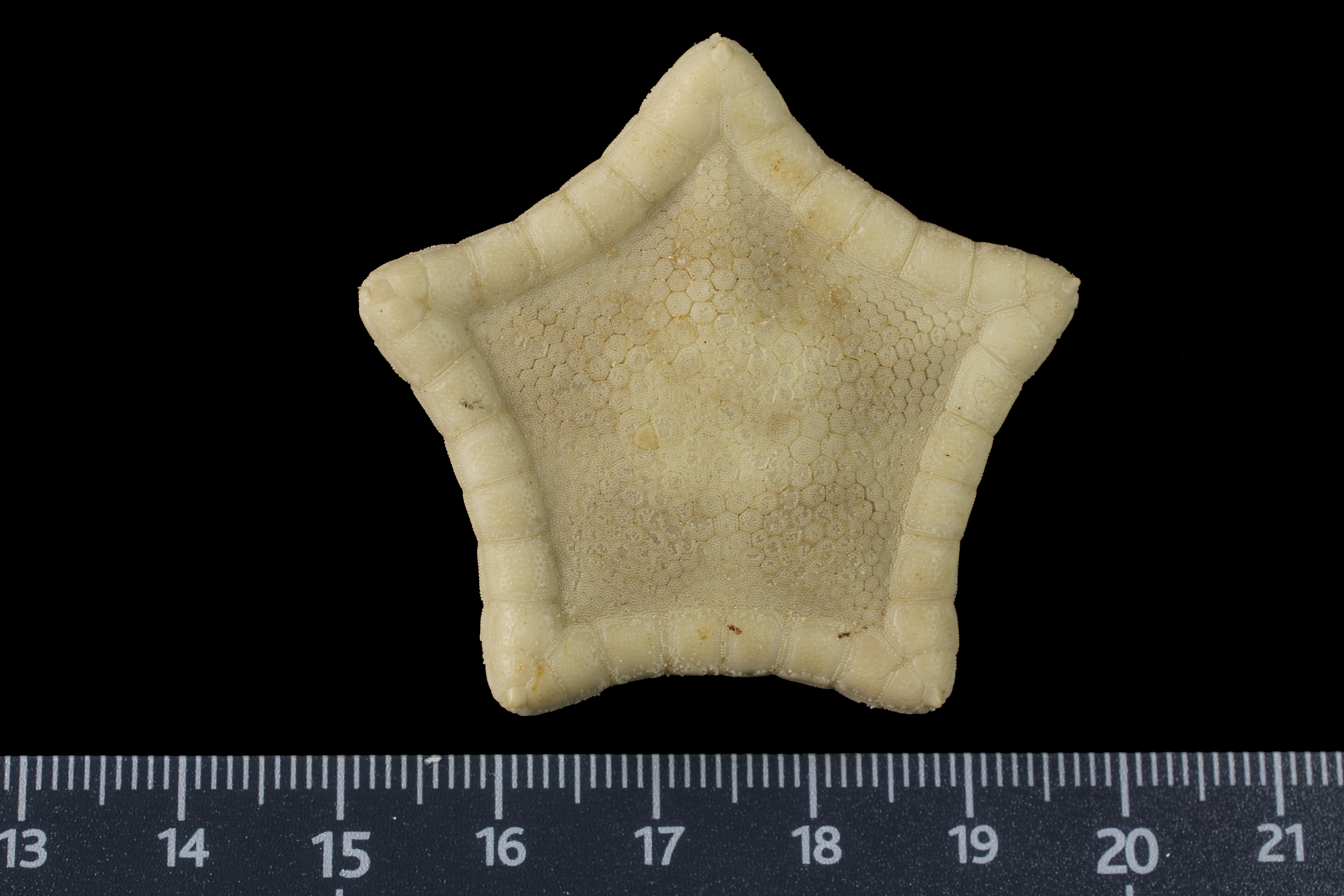
Sphaeriodiscus biomaglo
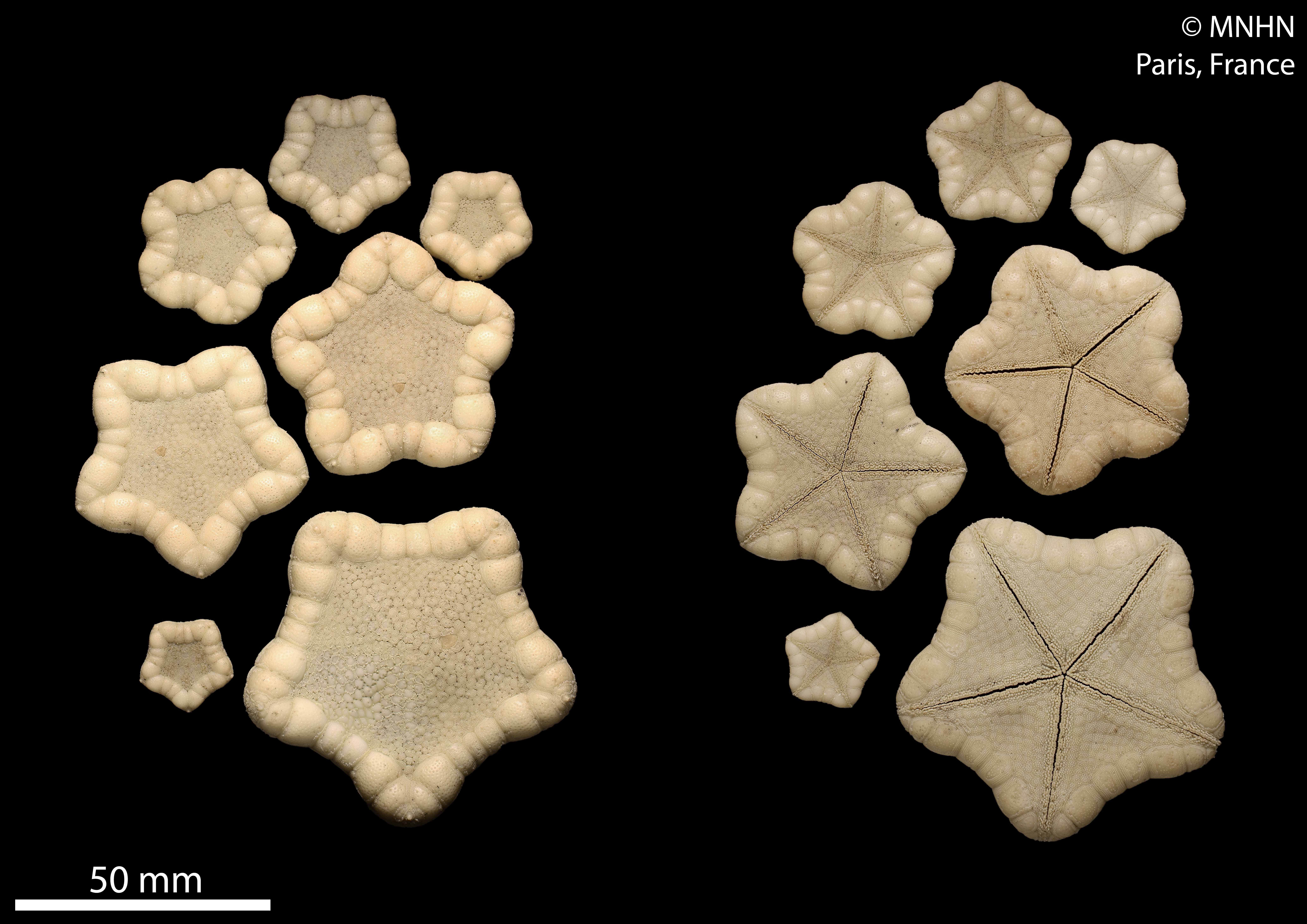
Sphaeriodiscus bourgeti
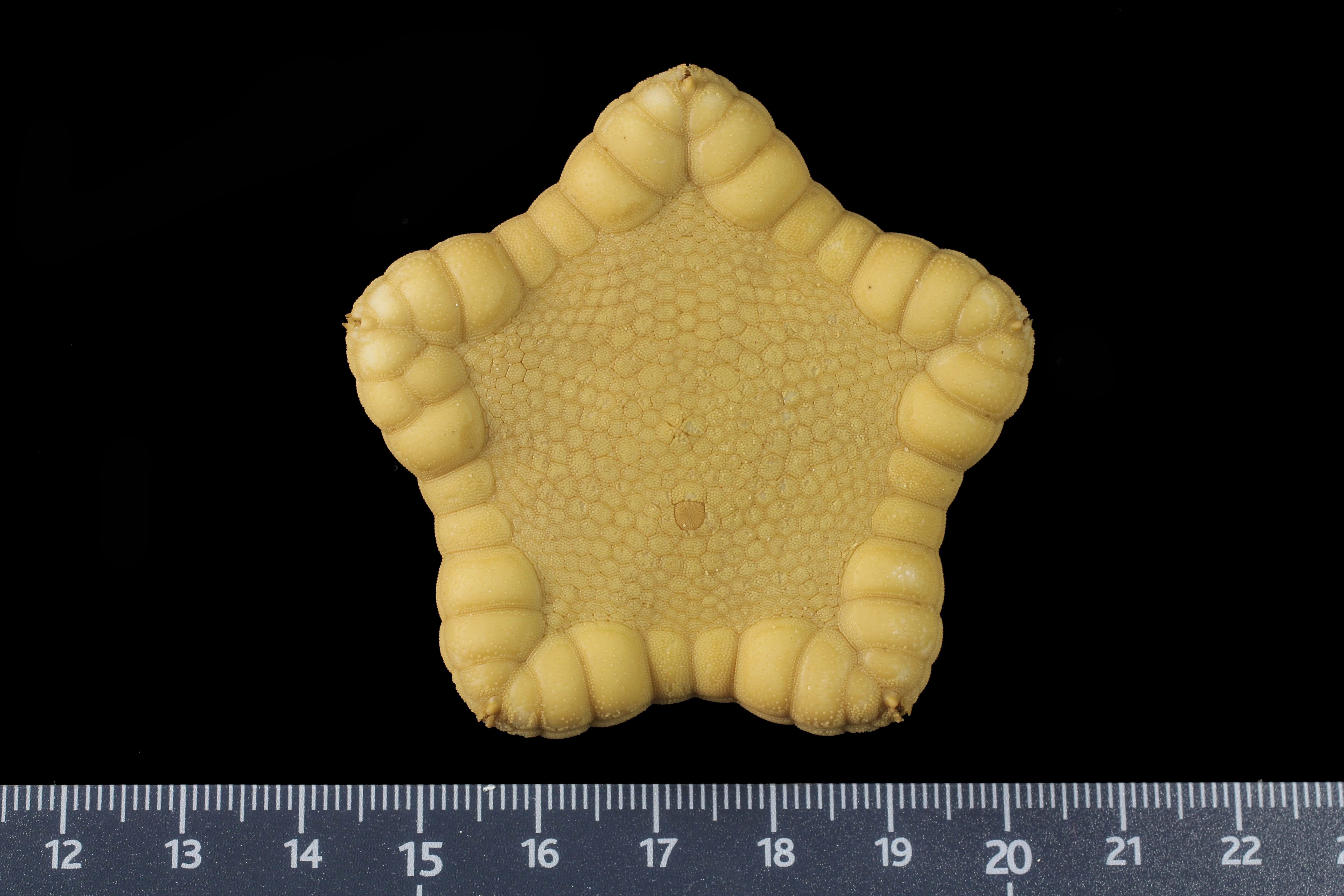
Sphaeriodiscus ganae
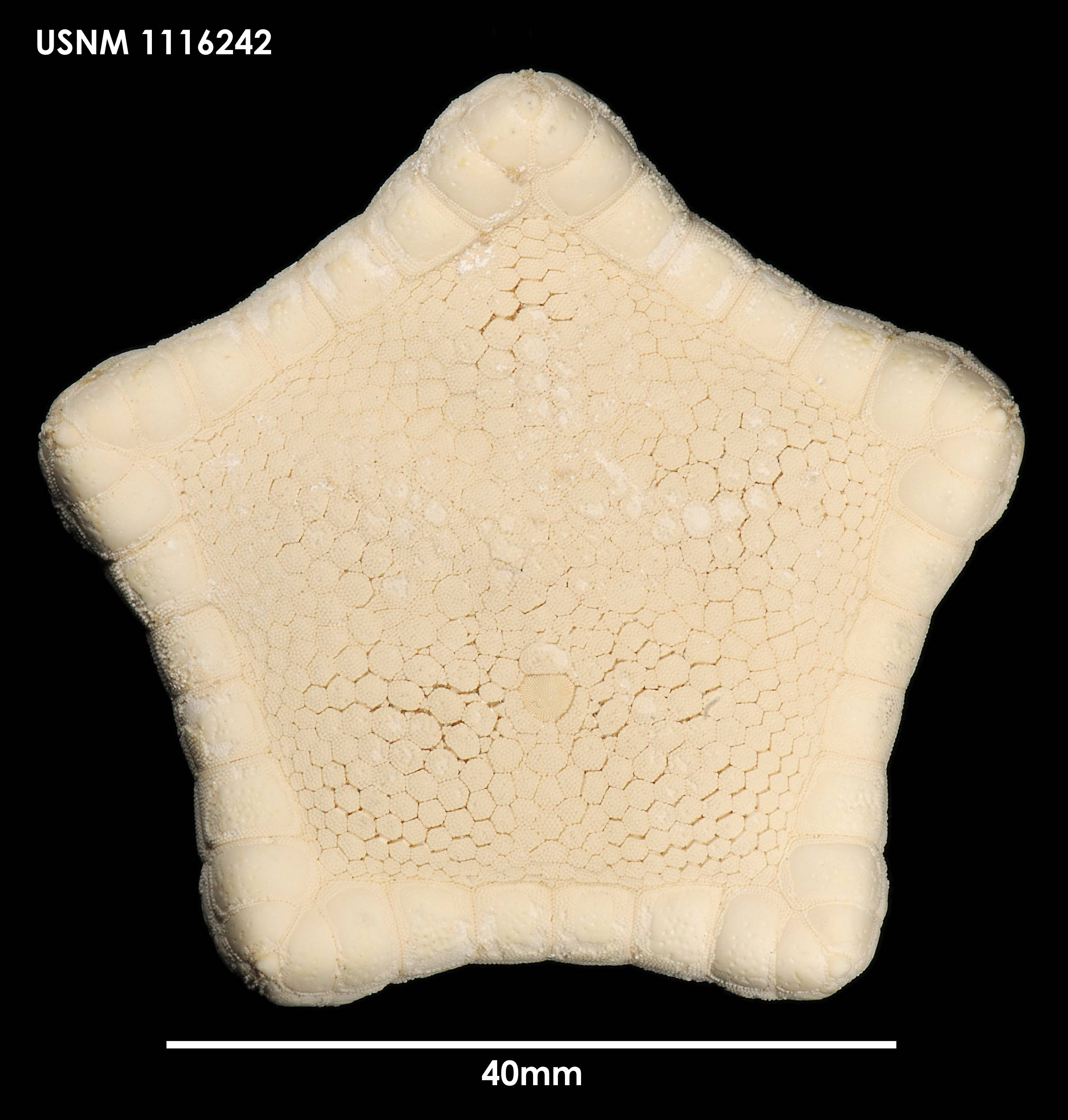
Sphaeriodiscus mirabilis